# 11 mai 2015
Le lundi 11 mai 2015 est le 131e jour de l'année 2015.

## Décès
- Anne Courtillé (née le 2 octobre 1943), historienne de l'art et romancière française
- Isobel Varley (née le 1er janvier 1937), femme britannique tatouée
- Janine Guyon (née le 12 janvier 1919), actrice et réalisatrice de télévision française
- Jef Geeraerts (né le 23 février 1930), romancier belge
- John Hewie (né le 13 décembre 1927), footballeur britannique
- Mohammad-Ali Sepanlou (né le 20 novembre 1940), poète, traducteur et critique littéraire iranien
- Olavi Lanu (né le 10 juillet 1925), sculpteur finlandais
- Pierre Daboval (né le 3 juillet 1918), peintre et dessinateur français

## Événements
- élections législatives guyaniennes de 2015
- 3e étape du Tour d'Italie 2015
- Première version du logiciel : DNF
- Sortie de la chanson Reality de Lost Frequencies
- la version dite « O » de la série Les Femmes d'Alger de Pablo Picasso est acquise pour 179,365 millions de dollars, devenant ainsi le tableau le plus cher de l'histoire lors d'une vente aux enchères  jusqu'à la vente aux enchères d'un tableau de Vinci en 2017[1],[2].
- le sénateur Peter Christian est élu nouveau président des États fédérés de Micronésie[3]